# Karl Wilhelm Ernst Joachim Schönborn
Karl Wilhelm Ernst Joachim Schönborn (ur. 8 maja 1840 we Wrocławiu, zm. 10 grudnia 1906 w Würzburgu) – niemiecki chirurg.
Studiował medycynę we Wrocławiu, Heidelbergu, Getyndze i Berlinie, tytuł doktora medycyny otrzymał w 1863 roku. Następnie był asystentem Roberta Ferdinanda Wilmsa (1824-1880) w berlińskim szpitalu Bethanien, i asystentem Bernharda von Langenbecka (1810-1887) w szpitalu uniwersyteckim. W 1871 roku został profesorem na Uniwersytecie w Królewcu, a od 1886 do śmierci w 1906 roku był profesorem chirurgii na Uniwersytecie w Würzburgu.
Schönborn jest pamiętany za prace dotyczące chirurgicznego leczenia rozszczepów podniebienia.